# 香港宗教活動場所列表
香港有大約600座廟宇、佛寺、教堂和修道院。雖然佛教和基督宗教是在香港廣泛被信仰，但大部分宗教在香港特別行政區都有代表的禮拜場所。

## 佛教
- 志蓮淨苑
- 寶蓮禪寺
- 蓮花宮
- 萬佛寺[1]
- 青山禪院
- 妙法寺

## 道教和中國民間信仰
- 青松觀
- 藏霞精舍
- 蓬瀛仙館
- 文武二帝廟
- 牛池灣三山國王廟
- 省善真堂
- 屯門善慶洞
- 大聖寶廟
- 黃帝祠
- 黃大仙祠
- 雲泉仙館
- 圓玄學院
- 長洲北帝廟
- 天后廟
- 沙田車公廟
- 長洲關公忠義亭
- 上碗窰樊仙宮
- 侯王廟
- 洪聖廟
- 林村許願樹
- 魯班先師廟
- 深水埗三太子及北帝廟
- 城隍廟
- 筲箕灣譚公廟
- 土地廟
- 青衣太陰娘娘廟

## 基督宗教（天主教和基督新教）
| 區域         | 教堂 / 禮拜堂 |
| 香港島       | 中西區（聖母無原罪主教座堂、合一堂、聖約翰座堂）、灣仔區（基督教播道會同福堂、循道衛理香港堂）、 聖瑪加利堂、 聖瑪加利大教堂                                                                |
| 九龍和新九龍 | 聖三一座堂 、香港生命堂國際教會、聖安德烈堂、玫瑰堂、五旬節聖潔會永光堂、香港九龍塘基督教中華宣道會、 基督復臨安息日會聖經講座、 基督復臨安息日會九龍教會                                   |
| 新界         | 天主教基督勞工堂、荊冕堂 (香港)、聖公會沙田堂（沙田）、沙田浸信會（沙田）、道風山（沙田）、聖多默宗徒堂（青衣）、聖母神樂院（大嶼山）、 基督復臨安息日會元朗教會、 基督復臨安息日會海光教會 |

## 伊斯蘭教
- 些利街清真寺
- 九龍清真寺
- 愛群清真寺
- 赤柱清真寺
- 柴灣清真寺
- 易卜拉欣清真寺

## 猶太會堂
- 猶太教莉亞堂

## 錫克教
- 灣仔錫克教廟

## 耶穌基督後期聖徒教會
- 中國香港聖殿

## 参見
- 香港宗教與風俗